# Mabote

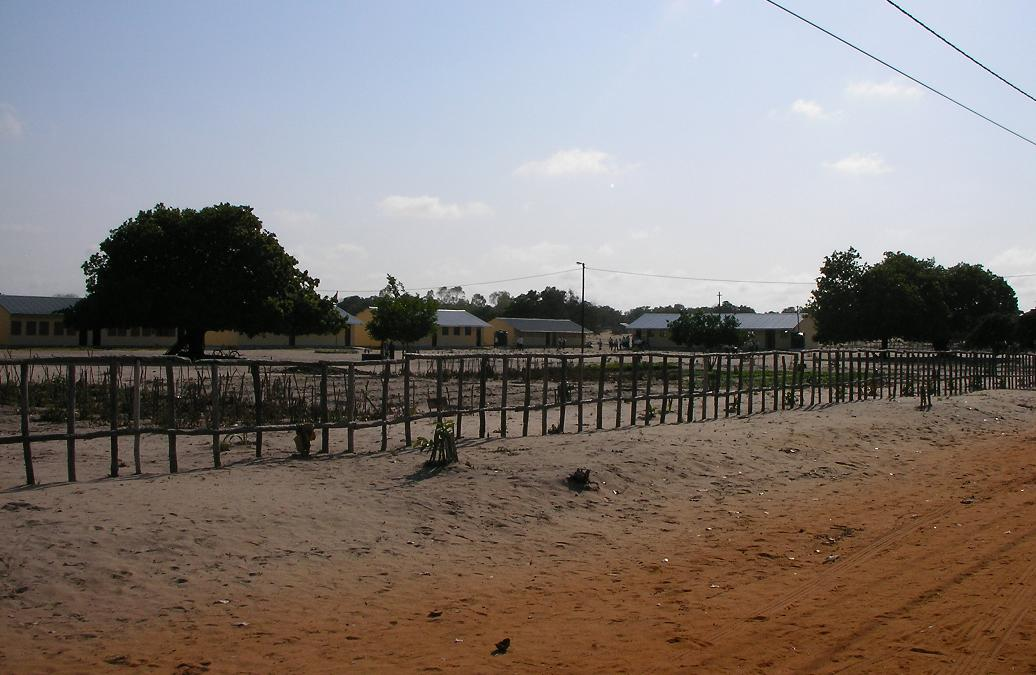
Vista parcial da vila de Mabote

Mabote é uma vila moçambicana, sede do distrito do mesmo nome (província de Inhambane).